# This is Vegas
This is Vegas — компьютерная игра, находившаяся в разработке, предположительно до весны 2010 года, разрабатывающаяся Surreal Software и издающаяся Warner Bros. Interactive, должна была выйти на платформах PlayStation 3, Xbox 360, PC (Microsoft Windows). В России могла издаваться фирмой «Новый Диск».

## Описание
Молодой, симпатичный и амбициозный парень — главный герой игры — приезжает в Лас-Вегас, чтобы хорошенько покутить и подзаработать (имея в кармане всего лишь пятьдесят долларов). Пройдя экскурс юного преступника, он узнает о некоем Престоне Бойере, который вознамерился превратить коррумпированный азартный город в райский уголок, но определённые люди выступают против такого развития событий. Естественно, этот парень с самого начала начинает находиться в центре событий…

## Разработка
Midway Games потратила 40-50 миллионов долларов на разработку игры This Is Vegas, однако после банкротства Midway Games, права на игру выкупила Warner Bros. Interactive.
В августе 2010 было объявлено о прекращении разработки игры, в связи с большим бюджетом.